# بينغت بيرغ
بينغت بيرغ (بالسويدية: Bengt Magnus Kristoffer Berg)‏ (و. 1885 – 1967 م) هو شاعر، ومصور، ومؤلِّف، وكاتِب، وعالم طيور، من السويد، ولد في كالمار، توفي عن عمر يناهز 82 عاماً.

## وصلات خارجية
- بينغت بيرغ على موقع IMDb (الإنجليزية)
- بينغت بيرغ على موقع مونزينجر (الألمانية)
- بينغت بيرغ على موقع قاعدة بيانات الأفلام السويدية (السويدية)
- بينغت بيرغ على موقع كينوبويسك (الروسية)